# Třída Weymouth
Třída Weymouth byla třída lehkých křižníků Royal Navy. Byla to druhá z pěti tříd křižníků souhrnně označovaných jako třída Town. Celkem byly postaveny čtyři jednotky této třídy. Křižníky bojovaly v první světové válce, ztracen byl pouze Falmouth. Vyřazeny byly do roku 1930.

## Stavba
Pro britské námořnictvo byly objednány čtyři lehké křižníky konstrukčně navazující na předchozí třídy Bristol. Hlavní změnou bylo opuštění smíšené výzbroje 102mm a 152mm kanónů u třídy Bristol a její nahrazení jednotnou hlavní výzbrojí osmi 152mm kanónů. Křižníky byly postaveny v letech 1910–1912.
Jednotky třídy Weymouth:
| Jméno     | Loděnice               | Založení kýlu  | Spuštěna           | Vstup do služby | Poznámka                                                          |
| --------- | ---------------------- | -------------- | ------------------ | --------------- | ----------------------------------------------------------------- |
| Dartmouth | Vickers                | 19. února 1910 | 14. prosince 1910  | říjen 1911      | Prodán do šrotu 1930.                                             |
| Falmouth  | Beardmore              | 21. února 1910 | 20. září 1910      | září 1911       | Dne 19. srpna 1916 potopen německými ponorkami SM U 66 a SM U 52. |
| Weymouth  | Elswick                | 19. ledna 1920 | 18. listopadu 1910 | říjen 1911      | Prodán do šrotu 1928.                                             |
| Yarmouth  | London and Glasgow Co. | 27. ledna 1910 | 12. dubna 1911     | duben 1912      | Prodán do šrotu 1929.                                             |

## Konstrukce

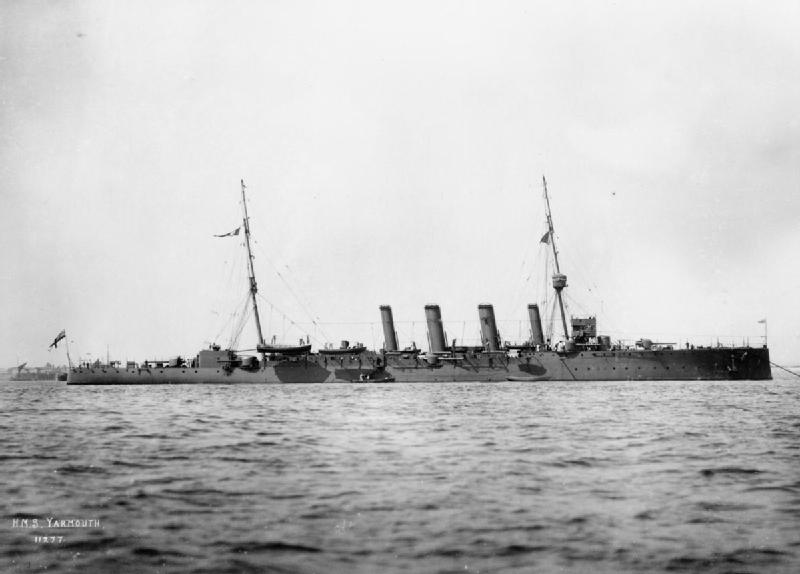
HMS Yarmouth

Křižníky měly až 50mm pancéřovou palubu a 100mm silný pancíř chránil můstek. Výzbroj tvořilo osm 152mm/50 kanónů BL Mk.XI, které doplňovaly čtyři 47mm kanóny a dva 533mm torpédomety. Pohonný systém tvořilo dvanáct kotlů Yarrow a čtyři parní turbíny Parsons (Yarmouth měl dvě parní turbíny Brown-Curtis), o výkonu 22 000 shp, pohánějící čtyři lodní šrouby. Nejvyšší rychlost dosahovala 25 uzlů. Dosah byl 4500 námořních mil při rychlosti 10 uzlů.

### Modifikace
Roku 1915 výzbroj posílil jeden protiletadlový 76mm kanón. Roku 1917 dostala přeživší trojice nový trojnožkový stožár. Roku 1918 byly křižníky Weymouth a Yarmouth vybaveny plošinou pro start letounu. Po válce byla plošina odstraněna. Na křižníku Dartmouth bylo na konci války odstraněno pancéřování můstku.

## Osudy

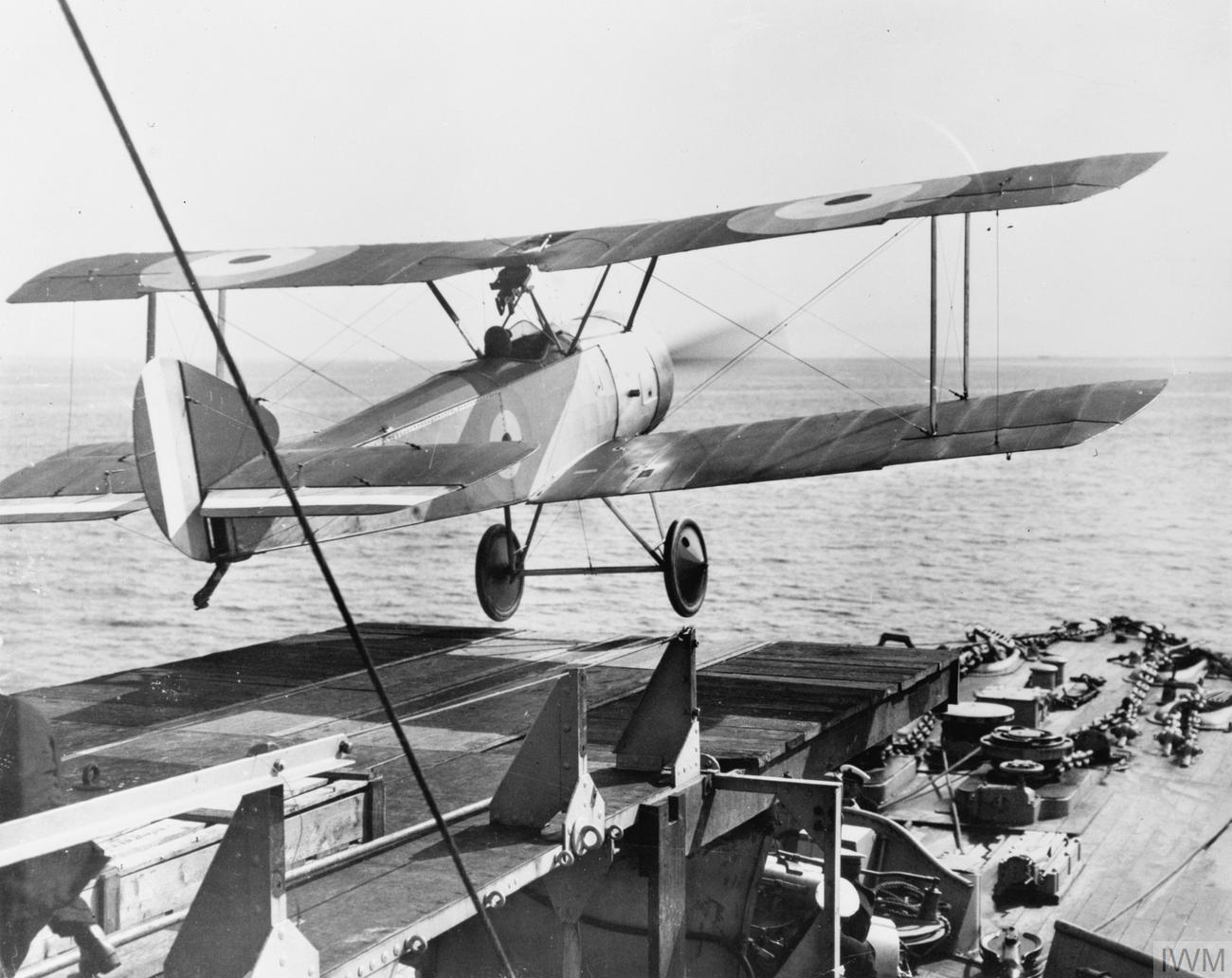
Sopwith Pup startuje z plošiny na přídi křižníku Yarmouth

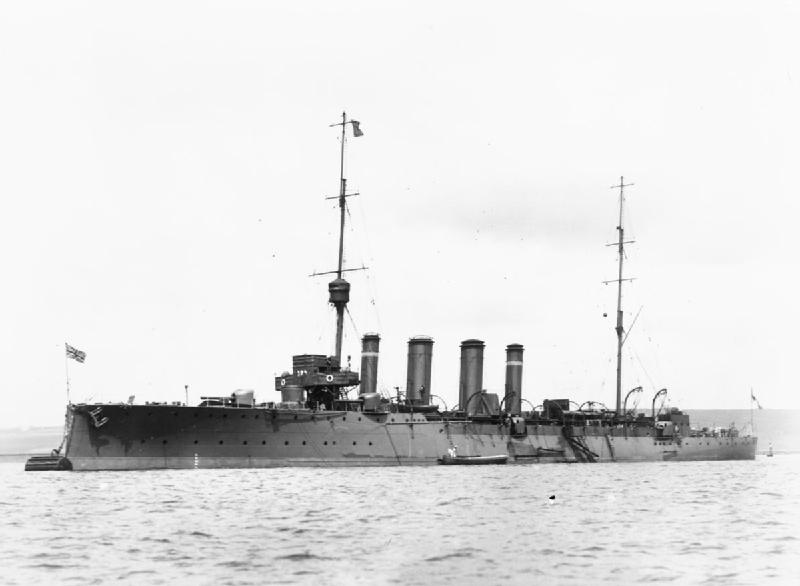
HMS Dartmouth

Křižníky třídy Weymouth byly intenzivně nasazeny za první světové války. Ve válce se osvědčily díky své robustní konstrukci a dobré výzbroji. Falmouth se podílel na porážce Kaiserliche Marine dne 28. srpna 1914 v první bitvě u Helgolandské zátoky.
Křižník Yarmouth se stal předmětem diplomatické šarvátky, ke které došlo po bitvě u Texelu, ve které 17. října 1914 křižník Undaunted se čtyřmi torpédoborci zničily německou 7. půlflotilu torpédoborců (čtyři jednotky), která chtěla naklást miny v oblasti mezi britským pobřežím a mělčinou Goodwin Sands. Den po bitvě do oblasti připlula německá nemocniční loď Ophelia, kterou Yarmouth zadržel a donutil odplout do britského přístavu. Britové se za incident 4. listopadu 1914 omluvili.
Weymouth a Dartmouth se podílely na zneškodnění německého lehkého křižníku Königsberg v bitvě v deltě Rufidži a ve dnech 28.–29. prosince 1915 se rovněž podílely na bitvě u Drače.
Lehké křižníky Falmouth a Yarmouth se na přelomu května a června 1916 podílely na bitvě u Jutska. Jedinou lodí, která byla ve válce ztracena byl Falmouth, potopený 19. srpna 1916 německými ponorkami SM U 66 a SM U 52.
Křižník Dartmouth během návratu z bitvy v Otrantské úžině torpédem těžce poškodila německá ponorka UC 25. Posádka loď nejprve opustila, nakonec se ji ale podařilo odvléct do Brindisi. Z přístavu vyplulo na pomoc několik torpédoborců, z nichž francouzský Boutefeu najel na minu položenou UC 25 a potopil se. Weymouth a Dartmouth rovněž patřily k lodím, které byly 2. října 1918 nasazeny do útoku na Drač. Weymouth během útoku úspěšně napadla rakousko-uherská ponorka U 31. Obě torpéda cíl zasáhla, ale těžce poškozenou loď se Britům podařilo zachránit.
Tři jednotky válku přečkaly. Vyřazeny byly postupně na konci 30. let — Weymouth (1928), Yarmouth (1929) a Darmouth (1930).